# アオツヅラフジ
アオツヅラフジ（青葛藤、学名: Cocculus trilobus）はツヅラフジ科のつる性落葉木本。有毒の植物で、別名、カミエビ。

## 特徴
緑色の細いつるは、枝分かれしながら左から右巻き方向に他の物に巻きついて長さ2メートル (m) 以上にも伸び、若いつるは細かい毛が密生するのが特徴である。つるはオオツヅラフジほど太くはならず直径1センチメートル (cm) ほどまで生長し、秋になるとつるの芯がしまって緑色から紫黒色へ変色する。
葉は互生し、形は全縁で、卵型あるいは広い卵型ないし心臓型をしており、多くは葉先が丸く浅く3裂することもあり形にはバラエティがある。長さは6cm前後で、オオツヅラフジと比較して大きくならず葉柄も短い。表面は少し光沢があり、短毛が密生。葉脈は基部からの主脈が目立つ。
雌雄異株。夏の7 - 8月にかけて円錐花序が枝先と葉腋から出て、淡黄色ないし黄白色の小さな目立たない花を多数つける。萼片と花弁がともに6枚ずつあり、萼片は、外側に小さい萼片が3枚、内側に大きい萼片が3枚つく。花弁は先端が2裂し、萼片よりも短い。雄花は6本の雄しべ、雌花につく雌しべの柱頭は6個ある。
果実は核果で、秋に6 - 8ミリメートル (mm) の球状の果実が房状に結実し、晩秋のころ、ブドウのように緑色から青く熟して目立つようになるが有毒である。熟すると表面はやや粉白を帯び、つぶすと紫黒色の汁が出る。果実の中に直径4 mmほどの核（種子）が1個入り、形は扁平で円くカタツムリの殻を思わせる（英語名の由来）。

### 名前について
アオツヅラフジの名は、「アオ（青）」は生きているつるが緑色であることから、「ツヅラ」は葛籠などのかごを作るために用いられたことに由来する 。別名、カミエビともよばれる。地方により、チンチンカヅラ、ピンピンカヅラともよばれ 、『万葉集』には黒葛の名で登場する。

## 分布と生育環境
日本では、北海道から本州、四国、九州、沖縄まで分布し、日本以外でも朝鮮半島・中国の南部、フィリピン、太平洋諸島などに分布する。低地の草原や山林に生え、土手や山裾、都市部の道端でもよく見かける。

## 利用
つる・根を木防已（モクボウイ）と称して漢方薬に用いることもあるが、木防已湯にはふつう別種のオオツヅラフジ（ツヅラフジ、防已：ボウイ）を使う。ただしアオツヅラフジは有毒植物であり、素人の処方は厳に慎むべきである。
昔は、丈夫なつるをオオツヅラフジなどとともに「つづら」の材料としたり、鳥もちを塗って鴨猟に使った。物を縛るのに使われたり 、買い物かごや、背負いかごなど多角的な用途がある。また、アルカロイドを含むために殺虫剤などにも用いられた 。

## アオツヅラフジ属
アオツヅラフジ属は世界の熱帯を中心に11種ほどあり、多くはつる性で、実が赤く熟すものもある。奄美大島には希少種ホウザンツヅラフジ(C. sarmentosus)がある（台湾にもある）。また九州から東南アジアまで分布するイソヤマアオキ（コウシュウウヤク C. laurifolius）は、直立の常緑低木で葉はやや長くクスノキ科に似ており、見かけはかなり違う。